# Fähnlilupf
Als Fähnlilupf (schweizerdeutsch für Aufrichten der Fahne) bezeichnete man eine bewaffnete Versammlung von Milizen in der Republik der Drei Bünde im heutigen Graubünden in der Schweiz. Das Ziel einer solchen Versammlung war oftmals die Einsetzung eines Strafgerichts. Bei einem Fähnlilupf versammelten sich die Milizen von einer oder mehreren Gerichtsgemeinden, um Druck auf die Regierenden auszuüben. 

## Bekannte Fähnlilupfe
Ein bekannter Fall war der Fähnlilupf 1572 bei Chur. Die versammelten Milizionäre setzten ein willkürliches Strafgericht ein, welches die Gefangennahme von Johann von Planta anordnete und diesen zum Tode verurteilte. Als Konsequenz aus den Vorkommnissen verbot die Republik der Drei Bünde offiziell durch den Bundstag (Dieta da las lias) mit dem Dekret Dreisieglerbrief am 6. Februar 1574 den Fähnlilupf. Trotzdem war ein Fähnlilupf Auslöser der Bündner Wirren 1618, nämlich die Einsetzung des Thusner Strafgerichts 1618 durch die Milizen mehrerer Gerichtsgemeinden des Unterengadin. Im Verlauf des Verfahrens wurde der katholische Priester Nicolò Rusca verhaftet und gefoltert. Rusca verstarb während eines Verhörs. Der Fähnlilupf führte im Endeffekt zum Veltliner Mord 1620 und zu einem Bürgerkrieg in der Republik.

## Hintergrund
Die Ilanzer Artikel, die Verfassung der Republik der Drei Bünde, sah kein oberstes Gericht vor. Allein die Gerichtsgemeinden besassen das reguläre Recht, Prozesse zu führen. War ein übergeordnetes Gericht notwendig, musste es jedes Mal neu zusammengestellt werden. Die Entscheidung, ob ein solches Gericht zusammengestellt werden sollte, fällten die Abgesandten der Gerichtsgemeinden im Bundestag per Dekret. Dies war ein langwieriger und ungewisser Prozess. Diese Tatsache führte oftmals dazu, dass sich die Milizen von einer oder mehrerer Gemeinden spontan zusammenrauften, um die Absetzung eines unliebsamen Widersachers zu verlangen. Sie versammelten sich hinter den Fahnen der Gerichtsgemeinden oder eines Hochgerichts. Oftmals setzen sie spontan ein eigentlich illegales Strafgericht ein. Besonders häufig wurden solche Gerichte von Anhängern der Reformation unter Führung ihrer Pfarrer eingesetzt, um gegen den katholisch verbliebenen niederen Adel, aber auch um gegen Korruption und Verrat im Bündner Land vorzugehen.